# イギリス海軍師団

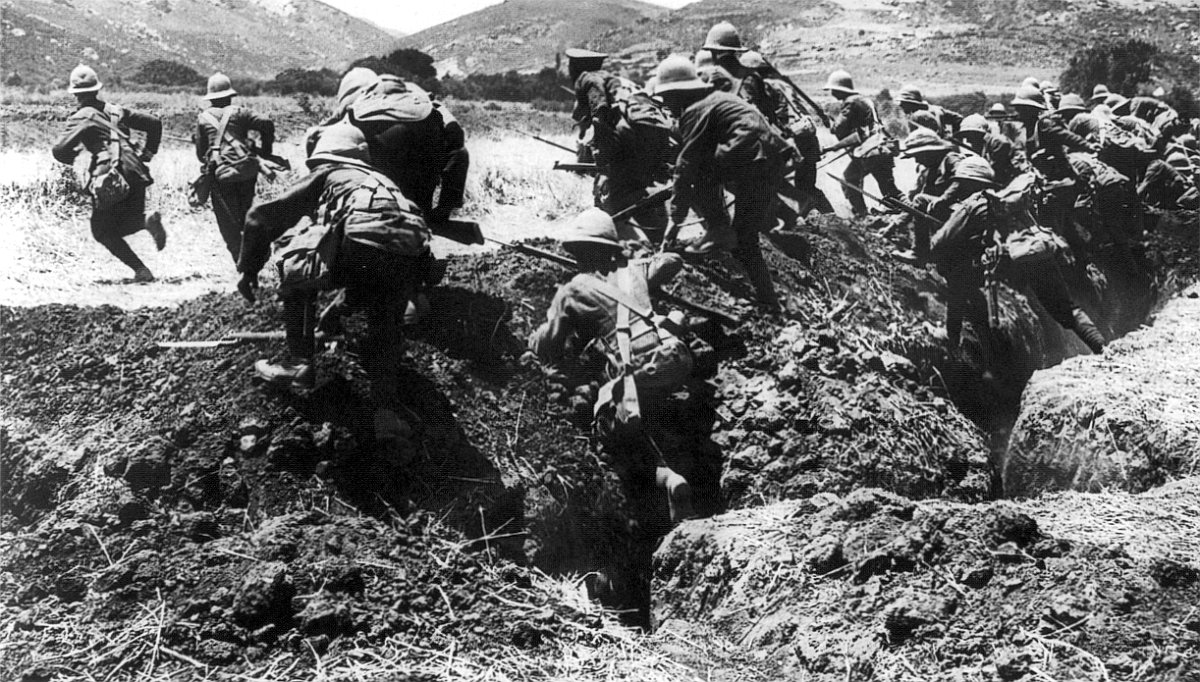
ガリポリ戦中にギリシャで演習するイギリス海軍師団。（1915年）

イギリス海軍師団（いぎりすかいぐんしだん）とは、第一次世界大戦時にイギリス海軍が編成した陸上戦闘部隊である。正式名称は王室海軍師団（Royal Naval Division, RND）である。ガリポリの戦いに参加した。1916年に陸軍省に移管されて第63師団へ改編され、その後は西部戦線で戦った。当時の海軍大臣だったウィンストン・チャーチルが創設を主導したため、ウィンストンの小陸軍（Winston's Little Army）と俗称された。

## 沿革

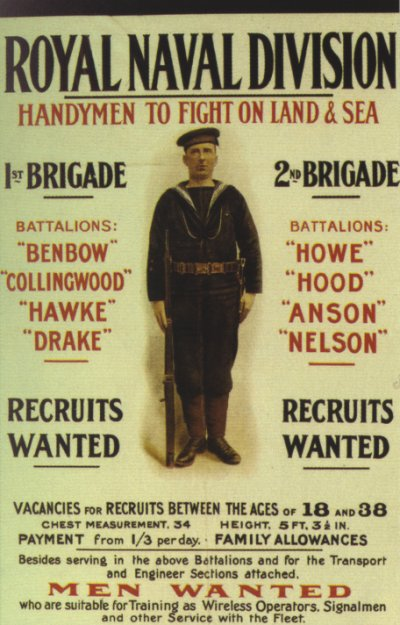
新兵募集ポスター。

19世紀においてイギリス海軍は、海兵隊と水兵陸戦隊からなる陸上戦闘部隊として海軍旅団（Naval Brigade）を編成することがあった。戦時に必要に応じて編成する臨時の部隊ではあったが、水兵に対してもポーツマスの砲術学校で特別の陸戦訓練が施されていた。イギリス海軍にとっては水上戦闘が少ない時代であったことから、例外的に実戦経験を経ることが多い部門だった。
1914年8月に第一次世界大戦が勃発すると、海軍大臣ウィンストン・チャーチルの主導で、艦艇乗り組みなどの特定勤務についていない余剰海軍将兵の有効活用を目的として、海軍旅団を拡大した師団規模の陸上戦闘部隊の編成が行われることになった。そうした余剰海軍将兵が2万～3万人存在していた。海軍の現役人員・予備役や海兵隊の海兵軽歩兵隊（Royal Marine Light Infantry, RMLI）のほか、海軍予備員（RNR）や海軍志願予備員（RNVR）などから人員を調達し、2個海軍旅団と1個海兵旅団（Royal Marine Brigade）が編成された。このうちRMLIやRNVRからの人員は、キッチナー陸軍への志願者をRMLIやRNVRに配転した者が中心である。あくまで海軍組織の一部として階級や規則は海軍式とされ、部隊旗は軍艦旗を使用した。その実態はほとんど訓練は受けておらず、飯盒などの装具の充足率は20%、海軍旅団の兵にやっと旧式小銃が渡されたのは戦地への上陸3日前という有様だった。
そして、9月に3個の旅団を合わせてイギリス海軍師団が編成された。師団はベルギーのアントウェルペン（アントワープ）の防衛に派遣されることになり、1914年9月20日に海兵旅団がダンケルクへ上陸した。海兵旅団は10月4日にドイツ軍攻撃下のアントウェルペン防衛線に展開し、ベルギー軍と協力して、ドイツ軍と交戦した。ベルギー国王アルベール1世との会談のためにアントウェルペン訪問中だったチャーチル海相は、24時間にわたって海兵旅団の直接指揮をとった。後続の海軍旅団2個も10月5日にダンケルクに上陸し、10月7日からアントウェルペンの戦いに参加した。しかし、すでに連合国軍は敗勢でベルギー軍は撤退を開始しており、イギリス海軍師団も後衛としてベルギー軍の退却を援護した後に、10月8日夕刻には防衛線から撤退を始めた。10月11日までに師団主力はかろうじて脱出したものの、ベルギー軍が舟艇橋を爆破したために2500人が取り残され、うち海兵旅団の約1000人はドイツ軍の捕虜となった。また、第1海軍旅団の約1500人も中立国オランダ領に逃げ込み、抑留された。

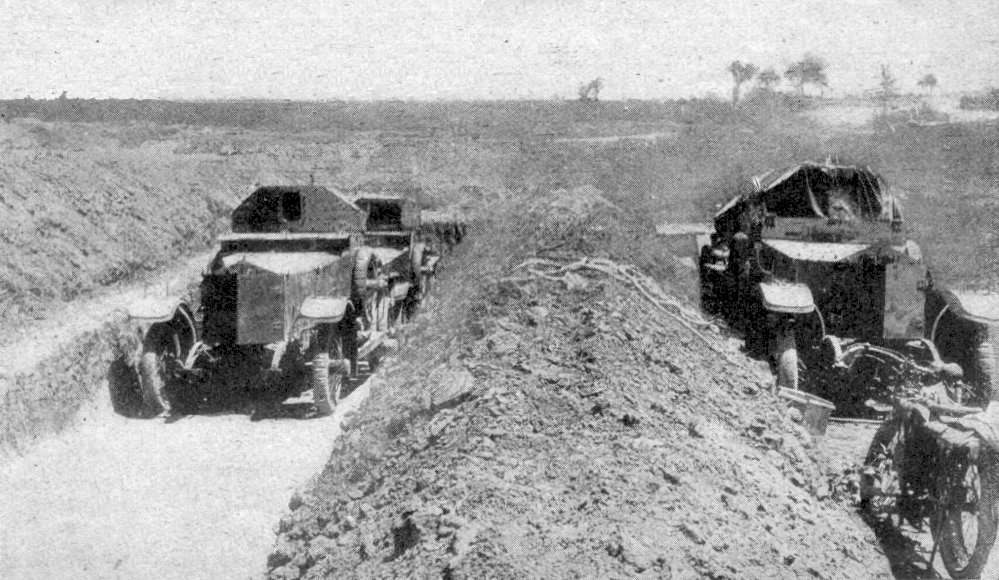
ガリポリのヘレス岬でイギリス海軍師団と共同作戦中のイギリス海軍航空隊の装甲車部隊。

1915年には、再編成と訓練の後に4月からガリポリの戦いに参加した。当初は陽動部隊として使用されたが、上陸4日目の4月28日から4個大隊がオーストラリア・ニュージーランド軍団の増援として主戦線であるアンザック入江方面へと送られ、600名以上の損害を受けた。ヘレス岬方面でも5月からのクリチア（Krithia）の戦闘にフッド大隊が投入され、6月には師団の全力をもって攻勢に参加した。その後、戦闘が塹壕戦となってこう着状態となると、ガリポリ作戦中止までの間、ヘレス岬方面で守備任務に就いた。師団の人的損害は大きく、作戦終結時には海軍固有の人員は少数になるほどだった。
1916年4月に陸軍省傘下に移管となり、5月にフランスへ移動、7月に第63師団へと改編された。これまでの隷属部隊は一部が統合・解隊された一方、新たな陸軍部隊が1個旅団以上編入となり、海軍部隊としての特色は薄れた。特にソンムの戦いで師団長アーチバルド・パリス（Archibald Paris）少将（海兵隊所属）が負傷し、キャメロン・シュート（Cameron Shute）少将に交代してからは、海軍式の規律・気風を消し陸軍との統一を図るよう指導が行われた。しかし、シュート少将の方針は部下の激しい反発を招いてしまった。西部戦線に投入され、ソンムの戦い、アラスの戦い、第三次イープル会戦などに参加した。
第一次世界大戦停戦後、1919年4月にフランスで動員解除となり、同年6月に解隊された。第一次世界大戦中の人的損害は、死傷者47,900人を超えた。

## 編制

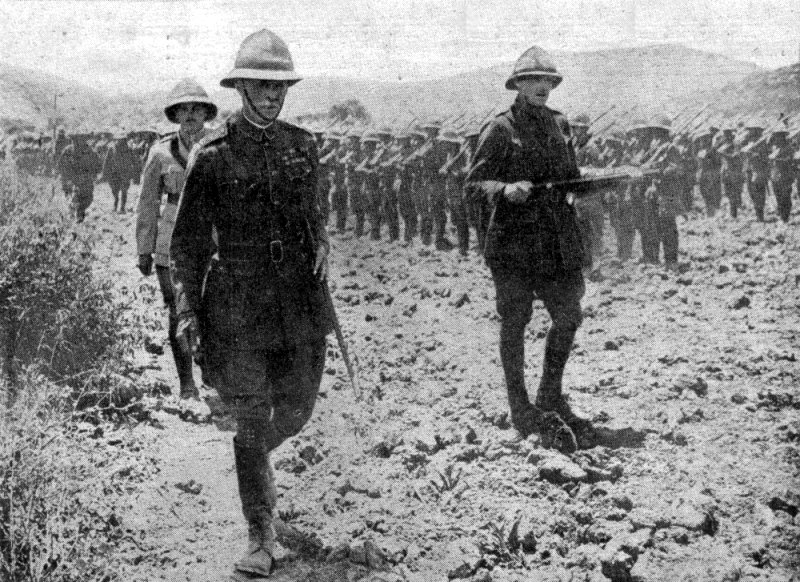
地中海派遣軍司令官イアン・ハミルトン陸軍大将の観閲を受けるイギリス海軍師団。（1915年）

### 創設時
師団創設時の各旅団は4個歩兵大隊からなり、海兵旅団のわずかな工兵以外に砲兵などの特科部隊は無かった。海軍旅団隷下の大隊には著名なイギリス海軍提督の名前が、海兵旅団の大隊には海兵隊基地所在地の地名が冠されていた。
- 第1海軍旅団
  - ドレーク大隊、ホーク大隊、ベンボウ大隊、コリングウッド大隊
- 第2海軍旅団
  - ネルソン大隊、ハウ大隊、フッド大隊、アンソン大隊
- 海兵旅団
  - チャタム大隊、ポーツマス大隊、プリマス大隊、ディール（Deal）大隊
  - 陸軍工兵分遣隊（34名）

### 最終時
第63師団への改編後は正規陸軍部隊との混成になり、最終的に第188～190旅団の3個旅団編制に改められ、砲兵大隊などが追加された。下記の最終隷下部隊以外に、一時期の所属後に転出または解隊された部隊もある。
- 第188旅団（第2海軍旅団の2個大隊など集成）
  - 第6大隊（ハウ）、第8大隊（アンソン）
  - 第1海兵大隊、第2海兵大隊 - 旧海兵旅団所属の4個大隊を再編。
  - ロイヤル・アイリッシュ連隊（en）第2大隊
  - 第188迫撃砲中隊
- 第189旅団（第2海軍旅団基幹）
  - 第1大隊（ドレーク）、第2大隊（ホーク）、第5大隊（ネルソン）、第7大隊（フッド）
  - 第189迫撃砲中隊
- 第190旅団（新設）
  - ロイヤル・フュージリアーズ連隊第7大隊、ベッドフォードシャー連隊（en）第4大隊、ロンドン連隊（en）第1/28大隊
  - 第190迫撃砲中隊
- 師団直轄 - 第63機関銃大隊、2個砲兵大隊、1個工兵大隊など。

## 注記
1. ↑  ただし、実際には練度や年齢の点で戦力とは数えられない者も含まれていた。外部リンクの別宮。
2. ↑  その前、海兵旅団は8月27日にベルギーのオーステンデ（オステンド）に上陸したが、わずか4日後に撤収していた。
3. ↑  外部リンクの別宮。このチャーチルの行動は、目立ちたがり屋な行為であるとして後に批判を受けた。
4. ↑  これに伴い従来の国防義勇部隊（テリトリアル部隊）系の第63師団は解隊されている。
5. ↑  外部リンクThe 63rd (Royal Naval) Division in 1914-1918。